# Caye Sable
Caye Sable är en ö i Haiti.   Den ligger i departementet Ouest, i den centrala delen av landet, 50 km väster om huvudstaden Port-au-Prince.